# Greger

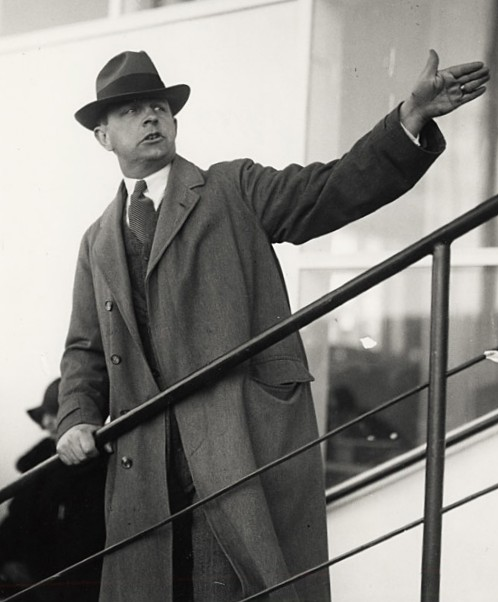
Gregor Paulsson, 1930.

Greger eller Gregor är ett mansnamn, och en nordisk form av Gregorius som i sin tur är en latinsk form av det grekiska namnet Gregorios som betyder vaksam, vaktande. Namnet var ursprungligen Gregers, men i senare tid uppfattades S:et som genitivform. Grers och Grels var kortformer. Dessutom finns formen Gregor, av ryska Gregorij. Den engelska formen är Gregory. Finska former är Reijo och Reko.
Första gången namnet dokumenterat användes i Sverige är år 1247 då riksföreståndaren Birger jarls (oäkta) son fick namnet Gregers Birgersson. En tidig och betydelsefull namnbärare var påven Gregorius den store, skaparen av den gregorianska musiken. Även påven Gregorius XIII har satt spår i historien genom den gregorianska kalendern.
Greger började bli populärt på 1940-talet och trenden höll i sig in på 1970-talet. Under 1980-talet föll populariteten kraftigt och under 1990-talet var Greger mycket ovanligt som dopnamn. De senaste åren har bara ett tiotal pojkar fått det som förnamn varje år, bara någon enstaka av dem har fått det som tilltalsnamn.
Den 31 december 2005 fanns det totalt 3 169 personer i Sverige med namnet, varav 1 278 med det som tilltalsnamn.
År 2003 fick 12 pojkar namnet, varav 1 fick det som tilltalsnamn.
Numera förknippar nog många namnet med brandstationschefen Greger Hawkwind i TV-programmet NileCity 105.6, gestaltad av Robert Gustafsson.
Namnsdag: I Sverige 13 mars. I den finlandssvenska namnsdagslängden har Greger namnsdag 12 mars sedan starten 1929, då en egen namnsdagskalender togs i bruk för finlandssvenskar, tillsammans med Gregorius.

## Personer med namnet Greger/Gregers/Gregor/Gregory
- Greger Andersson, professor i musikvetenskap
- Greger Artursson, ishockeyspelare
- Gregory Barker, brittisk affärsman och konservativ politiker
- Gregers Birgersson, riddare
- Gregory Benford, amerikansk professor och författare
- Gregory Campbell, brittisk politiker
- Gregor Dahlman, skådespelare
- Greger Eman, litteraturvetare, skribent och debattör
- Gregers Gram (1917-44), norsk motståndsman
- Gregor Gysi, tysk, tidigare östtysk, politiker
- Greg Johnson, kanadensisk ishockeyspelare
- Greg Louganis, amerikansk simhoppare
- Gregers Magnusson (Bjälboättens oäkta gren), riddare, lagman och drots
- Greger Magnusson (Eka), väpnare, riksråd och hövitsman
- Gregers Matsson (Lillie), frälseman, riddare, riksråd och lagman
- Gregor Mendel, österrikisk munk, botaniker och genetiker
- Gregor Nowinski, dokumentärfilmare
- Gregor Paulsson, professor i konsthistoria
- Gregory Peck, amerikansk skådespelare
- Gregory Pincus, biolog
- Greger Siljebo, riksspelman
- Gregor Strasser, tysk nazistisk politiker
- Gregorius av Tours, gallo-romersk historiker och biskop